# 青木 (神戸市)
青木（おおぎ、おうぎ）は、神戸市東灘区の町名の一つ。本庄地区に含まれる。現行の行政地名としての青木は1971年に住居表示を実施して成立したもので、一丁目から六丁目までが設置されている。平成17年国勢調査（2005年10月1日現在）における世帯数は2,190、人口4,883で内男性2,404人・女性2,479人。
町名は明治の近代以前の青木村・西青木村の流れを汲むもので、現在の青木は両村の南部（阪神本線以南）にあたる。

## 地名

### かな表記
「青木」のかな表記については、神戸市・日本郵政などが「おうぎ」を用いる一方、阪神電鉄（青木駅）・兵庫県・みなと銀行などが「おおぎ」を用いており、両者が混在している。たとえば、法人登記上のふりがなとして、青木財産区は「おうぎ」を、同財産区が管理する青木文化センターは「おおぎ」を、それぞれ用いている。
区内出身で郷土史の著作がある道谷卓は「おおぎ」を用いている。地域の児童館が「おおぎ」のふりがなを付すほか、地域にはひらがなで「おおぎ」と記す店舗・施設がある。

### 地名の由来
古くは「あをぎ」と書いており、ここから丁度北の山中にある保久良神社の祭神椎根津彦命が青亀（おうぎ）の背にのってこの浜に漂着したとあり、落合重信『埋もれた神戸の歴史』によると沖縄における「オオ（青）の信仰」という対岸の島ないし浜辺の社を死後の世界・聖地とする信仰がかつては広く日本にあったのではないかと各地で研究が行われており、これも微かな「オオ」の痕跡ではと言われている。この辺りには神が波間から漂着したといわれる所が多く、そこから東の森稲荷神社もそれである。

## 地理
本庄地区の南西部に位置する。町村制以前にあった青木村・西青木村（町村制公布後の本庄村の大字青木・西青木）のうち、阪神本線以南の地域にあたり、南は海に面する。なお、この海岸にはかつて東神戸フェリーセンターが存在した（跡地は現在ショッピングモールのサンシャインワーフ神戸となっている）。
東は深江本町・深江南町（国道43号以北が深江本町、以南が深江南町）、西は天上川を挟んで魚崎南町、北は阪神電鉄線を挟んで北青木と、それぞれ隣接する。町域の中央を国道43号（およびその上を高架で走る阪神高速3号神戸線）が横貫している。国道43号以南に一丁目から三丁目、以北に四丁目から六丁目が、それぞれ東から並んでいるが、沿岸部（臨港道路より海側）はすべて一丁目となっている。一丁目は神戸港の臨港地区（東部工区）で、新明和工業甲南工場とサンシャインワーフ神戸の敷地が殆どを占めており、人口・世帯数ともに7しかない。

## 歴史

本庄村の大字・字を示す地図（『本庄村史』）。

1971年（昭和46年）6月1日、本庄町青木字新浜町（西半、深江南町一丁目になった以外）・東浜町（東半）が東端及び南端の一丁目、同字東浜町（西半）・中浜町が二丁目、同町西青木字西浜町が西端の三丁目、国道43号線を挟んで同町青木字文教町が北東端の四丁目、同字松本町・竹本町が五丁目、同町西青木字梅本町が北西端の六丁目として住居表示を実施し成立した。

### 町名の変遷
| 以前                                                                   | 昭和25年7月1日                 | 昭和25年10月10日     | 昭和46年6月1日             |
| ---------------------------------------------------------------------- | ------------------------------ | -------------------- | -------------------------- |
| （武庫郡本庄村）青木字桑津                                             | （武庫郡本庄村）青木字新濱町   | 本庄町青木字新浜町   | 青木一丁目、深江南町五丁目 |
| （武庫郡本庄村）青木字東七郎右衛門新田（南半）                         | （武庫郡本庄村）青木字新濱町   | 本庄町青木字新浜町   | 青木一丁目、深江南町五丁目 |
| （武庫郡本庄村）青木字中七郎右衛門新田（南半）                         | （武庫郡本庄村）青木字新濱町   | 本庄町青木字新浜町   | 青木一丁目、深江南町五丁目 |
| （武庫郡本庄村）青木字南七郎右衛門新田（南西部、一部は深江字踊松町へ） | （武庫郡本庄村）青木字新濱町   | 本庄町青木字新浜町   | 青木一丁目、深江南町五丁目 |
| （武庫郡本庄村）青木字東濱崎                                           | （武庫郡本庄村）青木字新濱町   | 本庄町青木字新浜町   | 青木一丁目、深江南町五丁目 |
| （武庫郡本庄村）青木字西濱崎                                           | （武庫郡本庄村）青木字新濱町   | 本庄町青木字新浜町   | 青木一丁目、深江南町五丁目 |
| （武庫郡本庄村）青木字西七郎右衛門新田（東南部）                       | （武庫郡本庄村）青木字新濱町   | 本庄町青木字新浜町   | 青木一丁目、深江南町五丁目 |
| （武庫郡本庄村）青木字上東濱                                           | （武庫郡本庄村）青木字東濱町   | 本庄町青木字東浜町   | 青木一・二丁目             |
| （武庫郡本庄村）青木字下東濱（南半）                                   | （武庫郡本庄村）青木字東濱町   | 本庄町青木字東浜町   | 青木一・二丁目             |
| （武庫郡本庄村）青木字桑津                                             | （武庫郡本庄村）青木字東濱町   | 本庄町青木字東浜町   | 青木一・二丁目             |
| （武庫郡本庄村）青木字西硯橋（南半）                                   | （武庫郡本庄村）青木字東濱町   | 本庄町青木字東浜町   | 青木一・二丁目             |
| （武庫郡本庄村）青木字西七郎右衛門新田（西南部）                       | （武庫郡本庄村）青木字東濱町   | 本庄町青木字東浜町   | 青木一・二丁目             |
| （武庫郡本庄村）青木字西中（南半）                                     | （武庫郡本庄村）青木字中濱町   | 本庄町青木字中浜町   | 青木二丁目                 |
| （武庫郡本庄村）青木字中西（南半）                                     | （武庫郡本庄村）青木字中濱町   | 本庄町青木字中浜町   | 青木二丁目                 |
| （武庫郡本庄村）青木字中濱                                             | （武庫郡本庄村）青木字中濱町   | 本庄町青木字中浜町   | 青木二丁目                 |
| （武庫郡本庄村）青木字上東濱                                           | （武庫郡本庄村）青木字中濱町   | 本庄町青木字中浜町   | 青木二丁目                 |
| （武庫郡本庄村）青木字西濱                                             | （武庫郡本庄村）青木字中濱町   | 本庄町青木字中浜町   | 青木二丁目                 |
| （武庫郡本庄村）西青木字己新田（南半）                                 | （武庫郡本庄村）西青木字西濱町 | 本庄町西青木字西浜町 | 青木三丁目                 |
| （武庫郡本庄村）西青木字寅新田                                         | （武庫郡本庄村）西青木字西濱町 | 本庄町西青木字西浜町 | 青木三丁目                 |
| （武庫郡本庄村）西青木字濱先                                           | （武庫郡本庄村）西青木字西濱町 | 本庄町西青木字西浜町 | 青木三丁目                 |
| （武庫郡本庄村）青木字東硯橋                                           | （武庫郡本庄村）青木字文教町   | 本庄町青木字文教町   | 青木四丁目                 |
| （武庫郡本庄村）青木字茶園町                                           | （武庫郡本庄村）青木字文教町   | 本庄町青木字文教町   | 青木四丁目                 |
| （武庫郡本庄村）青木字西七郎右衛門新田（北東部）                       | （武庫郡本庄村）青木字文教町   | 本庄町青木字文教町   | 青木四丁目                 |
| （武庫郡本庄村）青木字東間                                             | （武庫郡本庄村）青木字文教町   | 本庄町青木字文教町   | 青木四丁目                 |
| （武庫郡本庄村）青木字東畑                                             | （武庫郡本庄村）青木字文教町   | 本庄町青木字文教町   | 青木四丁目                 |
| （武庫郡本庄村）青木字東宗右衛門畑                                     | （武庫郡本庄村）青木字文教町   | 本庄町青木字文教町   | 青木四丁目                 |
| （武庫郡本庄村）青木字東七郎右衛門新田（北半）                         | （武庫郡本庄村）青木字文教町   | 本庄町青木字文教町   | 青木四丁目                 |
| （武庫郡本庄村）青木字中七郎右衛門新田（北半）                         | （武庫郡本庄村）青木字文教町   | 本庄町青木字文教町   | 青木四丁目                 |
| （武庫郡本庄村）青木字北七郎上文新田（西半）                           | （武庫郡本庄村）青木字文教町   | 本庄町青木字文教町   | 青木四丁目                 |
| （武庫郡本庄村）青木字東濱町（東半）                                   | （武庫郡本庄村）青木字文教町   | 本庄町青木字文教町   | 青木四丁目                 |
| （武庫郡本庄村）青木字南七郎右衛門新田（西北部、一部は深江字踊松町へ） | （武庫郡本庄村）青木字文教町   | 本庄町青木字文教町   | 青木四丁目                 |
| （武庫郡本庄村）青木字西宗右衛門畑                                     | （武庫郡本庄村）青木字文教町   | 本庄町青木字文教町   | 青木四丁目                 |
| （武庫郡本庄村）青木字西畑                                             | （武庫郡本庄村）青木字文教町   | 本庄町青木字文教町   | 青木四丁目                 |
| （武庫郡本庄村）青木字唐立長（東半）                                   | （武庫郡本庄村）青木字松本町   | 本庄町青木字松本町   | 青木五丁目                 |
| （武庫郡本庄村）青木字唐立北（東半）                                   | （武庫郡本庄村）青木字松本町   | 本庄町青木字松本町   | 青木五丁目                 |
| （武庫郡本庄村）青木字唐立南（東半）                                   | （武庫郡本庄村）青木字松本町   | 本庄町青木字松本町   | 青木五丁目                 |
| （武庫郡本庄村）青木字東濱町（西半）                                   | （武庫郡本庄村）青木字松本町   | 本庄町青木字松本町   | 青木五丁目                 |
| （武庫郡本庄村）青木字上東濱（北半）                                   | （武庫郡本庄村）青木字松本町   | 本庄町青木字松本町   | 青木五丁目                 |
| （武庫郡本庄村）青木字西硯橋（北半）                                   | （武庫郡本庄村）青木字松本町   | 本庄町青木字松本町   | 青木五丁目                 |
| （武庫郡本庄村）青木字西七郎右衛門新田（西北部）                       | （武庫郡本庄村）青木字松本町   | 本庄町青木字松本町   | 青木五丁目                 |
| （武庫郡本庄村）青木字八反長（南半、青木字古堂町になった以外）         | （武庫郡本庄村）青木字竹本町   | 本庄町青木字竹本町   | 青木五丁目                 |
| （武庫郡本庄村）青木字唐立北（西半）                                   | （武庫郡本庄村）青木字竹本町   | 本庄町青木字竹本町   | 青木五丁目                 |
| （武庫郡本庄村）青木字唐立長（西半）                                   | （武庫郡本庄村）青木字竹本町   | 本庄町青木字竹本町   | 青木五丁目                 |
| （武庫郡本庄村）青木字唐立南（西半）                                   | （武庫郡本庄村）青木字竹本町   | 本庄町青木字竹本町   | 青木五丁目                 |
| （武庫郡本庄村）青木字上ノ町                                           | （武庫郡本庄村）青木字竹本町   | 本庄町青木字竹本町   | 青木五丁目                 |
| （武庫郡本庄村）青木字小路口                                           | （武庫郡本庄村）青木字竹本町   | 本庄町青木字竹本町   | 青木五丁目                 |
| （武庫郡本庄村）青木字西中（北半）                                     | （武庫郡本庄村）青木字竹本町   | 本庄町青木字竹本町   | 青木五丁目                 |
| （武庫郡本庄村）青木字中西（北半）                                     | （武庫郡本庄村）青木字竹本町   | 本庄町青木字竹本町   | 青木五丁目                 |
| （武庫郡本庄村）西青木字垣内                                           | （武庫郡本庄村）西青木字梅本町 | 本庄町西青木字梅本町 | 青木六丁目                 |
| （武庫郡本庄村）西青木字太田                                           | （武庫郡本庄村）西青木字梅本町 | 本庄町西青木字梅本町 | 青木六丁目                 |
| （武庫郡本庄村）西青木字飛地                                           | （武庫郡本庄村）西青木字梅本町 | 本庄町西青木字梅本町 | 青木六丁目                 |
| （武庫郡本庄村）西青木字内濱                                           | （武庫郡本庄村）西青木字梅本町 | 本庄町西青木字梅本町 | 青木六丁目                 |
| （武庫郡本庄村）西青木字荒堀                                           | （武庫郡本庄村）西青木字梅本町 | 本庄町西青木字梅本町 | 青木六丁目                 |
| （武庫郡本庄村）西青木字己新田（北半）                                 | （武庫郡本庄村）西青木字梅本町 | 本庄町西青木字梅本町 | 青木六丁目                 |

## 施設
- 神戸市立本庄小学校
- 神戸市立本庄中学校
- サンシャインワーフ神戸
- （最寄駅：阪神電鉄 青木駅）